# Arnold von Harff

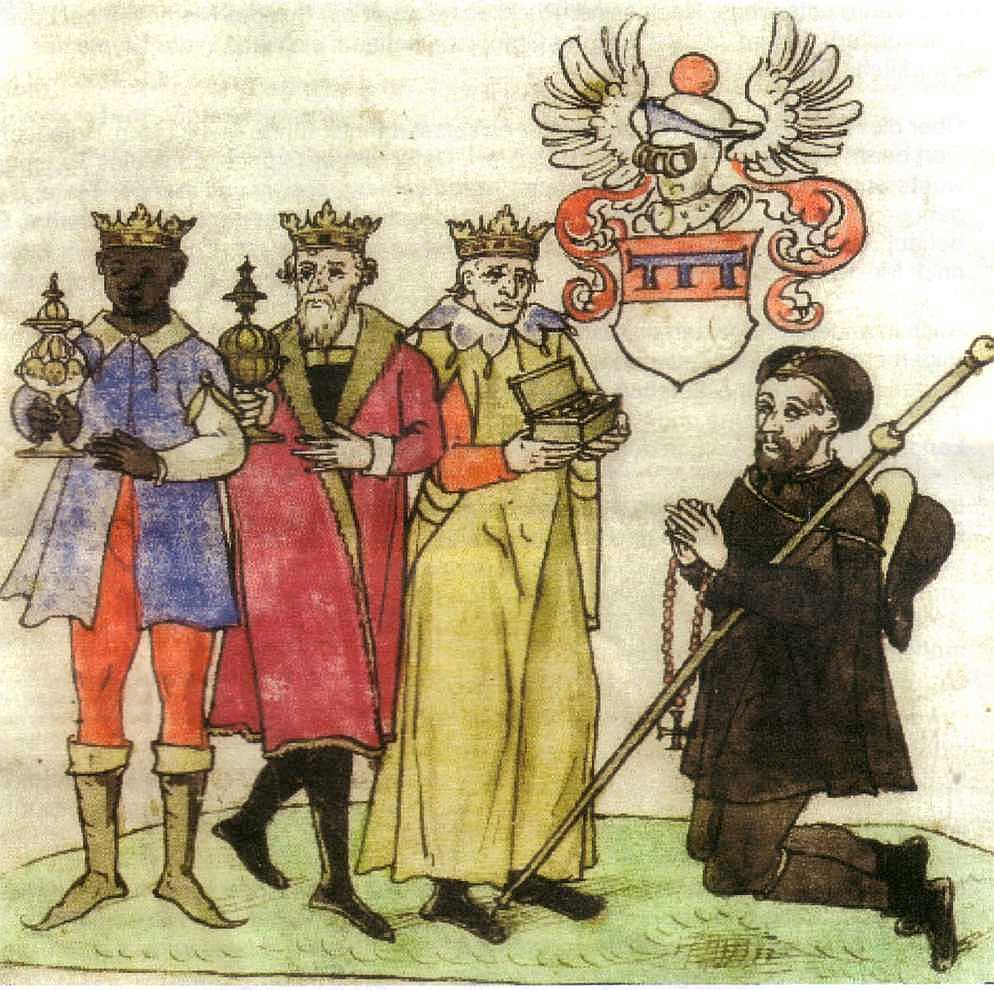
Arnold von Harff betet zu Beginn seiner Reise am Kölner Dreikönigsschrein, Buchillustration um 1500

Arnold von Harff (* 1471 auf Schloss Harff, Bedburg; † Januar 1505 ebenda) war ein Ritter, der zu den drei bedeutendsten Pilgerzielen des christlichen Mittelalters, nämlich nach Rom, Jerusalem und Santiago de Compostela pilgerte und über seine Reise durch Europa, Palästina und das Osmanische Reich einen ausführlichen Bericht in deutscher Sprache verfasste. Wichtige historische Zeugnisse neben den Schilderungen der Wallfahrt sind auch die von Harff mitgeteilten Glossare, etwa zur kroatischen, albanischen, baskischen oder bretonischen Sprache.

## Leben

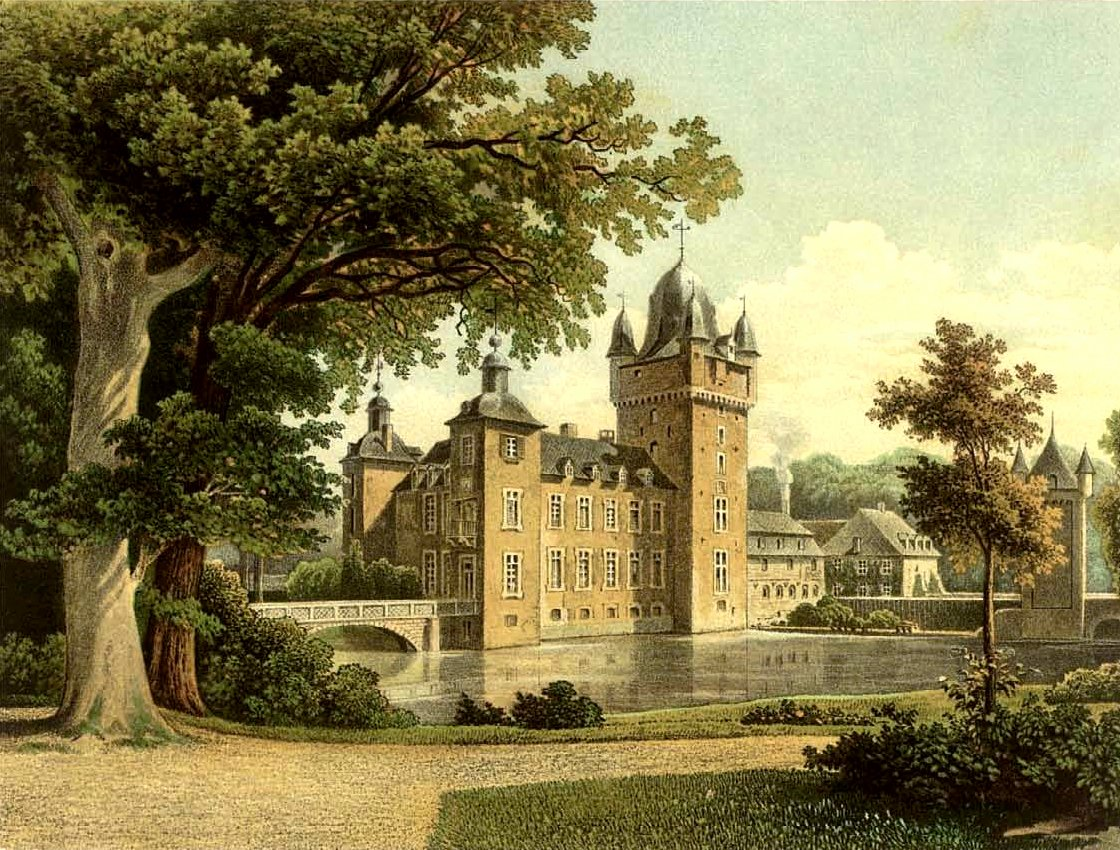
Der Geburtsort: Schloss Harff um 1860, Sammlung Alexander Duncker

Arnold von Harff wurde als Sohn von Adam von Harff und dessen Frau Rikarda von Hoemen geboren und 1504 heiratete er Margarethe von dem Bongart.

### Pilgerreise
Arnold von Harff trat am 7. November 1496 von Köln aus eine Pilgerfahrt nach dem Morgenland an, durchreiste Deutschland und Italien bis nach Rom und schiffte sich im Februar 1497 in Venedig nach Alexandria ein.
Er besuchte Kairo und das Katharinenkloster auf der Sinai-Halbinsel; von dort setzte er seine Pilgerschaft nach dem Gelobten Land und zur Grabeskirche in Jerusalem fort, wo er zum Ritter vom Heiligen Grab geschlagen wurde. Er zog von dort weiter über Damaskus und Aleppo nach Antiochia, dann durch die ganze Länge Kleinasiens bis Brussa über den Balkan, Italien, Frankreich nach dem Grab des Heiligen Jacobus im spanischen Santiago de Compostela. Hier begann dann seine Heimreise über Paris und Brüssel. Am 10. Oktober 1499 traf er in Heinsberg (Rheinland) beim Herzog von Jülich wieder ein.
Harff war vielseitig interessiert. Neben seiner detailreichen Reisebeschreibung und den volks- und völkerkundlichen Informationen vermittelt er auch wichtige naturwissenschaftliche Kenntnisse, so über den Tiergarten des Herzogs von Urbino (S. 69–70), über den Vogel Strauss in Rhodos (S. 99–100), über die Küstenwache von Alexandria, welche Brieftauben zur Übermittlung von Schiffsnachrichten zum Festland und von dort zum Sultan nach Kairo braucht (S. 105), über die jahreszeitlichen Überschwemmungen des Nils und über dessen Krokodile (S. 109–110), über die Syphilis, die 1493 mit Kolumbus von Amerika kam und bereits 1498 in Kairo aufgetreten ist (S. 123–124). Auch sprachlich ist er interessiert und gibt Schrift- und Sprachproben des Slawonischen, Albanischen, Griechischen, Arabischen, Chaldäischen, Äthiopischen, Hebräischen, Armenischen, Türkischen, Ungarischen und Bretonischen.

### Letzte Lebensjahre
1499 erhielt er von seinem Onkel Godart von Harff eine Burg im Erkelenzer Land, hinter dem heutigen Gut Nierhoven im heutigen Erkelenz-Lövenich gelegen. Die Burg existiert nicht mehr. Hier soll er seine Reiseberichte in einem „Pilgerbuch“ festgehalten haben. Dieser sein Reisebericht in niederrheinischer Mundart (Ripuarische Dialekte) zirkulierte damals in Abschriften, meist mit Illustrationen, im Kreis rheinischer und westfälischer Adelsgeschlechter und existiert heute noch in mindestens 12 Handschriften, wobei die 3 Handschriften, nach denen Everhard von Groote seine Ausgabe 1860 publiziert hat, seither verschollen sind. Eine gute und illustrierte Handschrift existiert in der Benediktinerabtei Maria Laach (Codex 268 der Bibliothek), die mit großer Sicherheit auf eine autornahe Fassung zurückgeht. – Später wurde er Erbkämmerer im Herzogtum Geldern, starb jedoch schon im Januar 1505 vermutlich auf seiner Wasserburg in Lövenich. In diesem Ort existiert die Überlieferung, dass der Ritter in der dortigen Pfarrkirche begraben worden ist. Indiz hierfür ist eine Grabplatte, die sich heute in der Krypta befindet und aus einer Vorgängerkirche stammt. Beim Abriss der alten Kirche im Jahre 1868 wurden aber keine entsprechenden Funde gemacht. Andere Berichte geben den Stammsitz der Familie Burg Harff als Sterbeort an. Auch diese Burg bei Bedburg-Kaster existiert heute nicht mehr. Das historische Bauwerk musste dem dortigen Braunkohletagebau Frimmersdorf weichen und wurde 1972 zerstört.

## Sonstiges
An den Ritter erinnern Straßen- und Schulnamen in Bedburg und Erkelenz. Am Außeneingang der Krypta der Lövenicher katholischen Pfarrkirche befindet sich seit 2009 eine Gedenktafel. Die Afrika- und Orientreisen des „spätmittelalterlichen Weltenbummlers bzw. -pilgers“ sind Ursprung lokaler Legenden des „Loevenicher Löwenritters“.
Der „Arnold von Harff Rad- und Wanderweg“ verbindet seit 2014 Lövenich und Kaster.

## Werke

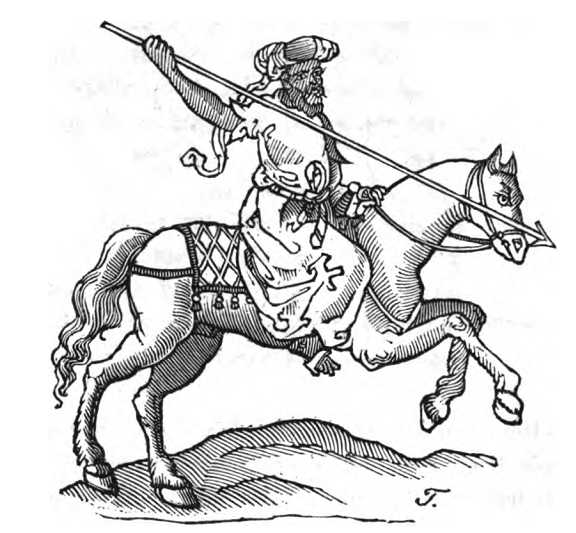
Arabischer Reiter, Holzschnittillustration der Buchausgabe von 1860

Er hinterließ eine in mehreren Handschriften erhaltene Beschreibung seiner Reise, die auch fiktive Teile enthält. So gibt er vor, dass er auch Indien, die Nikobaren, Madagaskar und das Nilquellgebiet besucht habe. Die hierbei verwendeten fremden Quellen sind nachgewiesen von L. Korth in der Zeitschrift des Aachener Geschichtsvereins, Bd. 5, 1884, S. 191 ff. Der Reisebericht wurde erstmals 1860 durch Everhard von Groote herausgegeben und mit Holzschnitten nach den Originalillustrationen versehen. Eine kritische Neubearbeitung mit den Originalillustrationen der Handschriften erschien anlässlich einer Wanderausstellung 2007.
- Everhard von Groote (Hrsg.); Arnold von Harff: Die Pilgerfahrt des Ritters Arnold von Harff. Von Cöln durch Italien, Syrien, Aegypten, Arabien, Aethiopien, Nubien, Palästina, die Türkei, Frankreich, Spanien, wie er sie in den Jahren 1496 bis 1499 vollendet, beschrieben und durch Zeichnungen erläutert hat (Köln 1860). (Text in mittelniederdeutscher, ripuarischer Schriftsprache).
  - Nachdruck Hildesheim 2004: Olms ISBN 3-487-12065-8.
  - als Faksimile neu erschienen im Fines Mundi Verlag, Saarbrücken 2007.
- Malcolm Letts: The Pilgrimage of Arnold Von Harff, Knight; From Cologne, through Italy, Syria, Egypt, Arabia, Ethiopia, Nubia, Palestine, Turkey, France and Spain, Which he Accomplished in the Years 1496 to 1499 London: The Hakluyt Society, 1946.
- Helmut Brall-Tuchel, Folker Reichert (Hrsg.): Rom, Jerusalem, Santiago: Das Pilgertagebuch des Ritters Arnold Von Harff (1496–1498). 1. Auflage, Böhlau, Köln/Weimar/Wien 2007, ISBN 978-3-412-20026-8. (Text in neuhochdeutscher Übertragung).